# Maréchal Vassilievski (destroyer)
Le Maréchal Vassilievski est un destroyer de la classe Oudaloï qui a servi dans la marine soviétique puis russe, nommé d'après le maréchal de l'Union soviétique Alexandre Vassilievski.

## Historique
Sa quille est posée au chantier naval Severnaïa Verf à Saint-Pétersbourg le 22 avril 1979, il est lancé le 29 décembre 1981 et mis en service le 8 décembre 1983. Le 12 décembre 1983, le pavillon naval est hissé pour la première fois.
Dans les années 1990, le navire opère au sein de la 10e brigade de navires anti-sous-marins de la 2e division de navires anti-sous-marins de la flottille de Kola de diverses forces de la flotte du Nord. Son numéro d'unité militaire est le 31247.
De 1996 à 1998, il est basé au quai n° 20 de Severomorsk et survit au retrait du service de plusieurs autres navires de la classe Oudaloï. À la fin de 1997, l'équipage réduit de l'Oudaloï est transféré à bord du Maréchal Vasilevsky. En raison de moteurs non fonctionnels, le navire est amarré au poste d'amarrage avec une pleine charge de munitions alors qu'il se trouve dans la ville de Severomorsk.
Il reprend finalement la mer en avril 1997. Au cours de cette dernière sortie, l'hydroacoustique du navire enregistre un contact avec un sous-marin étranger d'une durée de 10 minutes. Sur ordre du commandant de la flottille de Kola, l'équipe d'hydroacoustique de bord, qui enregistre le contact, reçoit une prime de vacances à court terme.
En 2004, les supports des canons AK-100 sont démontés puis retirés. Ils seront installés sur le Vice-amiral Koulakov lors de sa réparation.
Le 11 décembre 2006 (selon d'autres sources, 10 février 2007), le drapeau de la marine est solennellement abaissé sur le navire et l'équipage redéployé. Il est officiellement retiré du service en 2007 puis démoli ultérieurement.